# Neichen

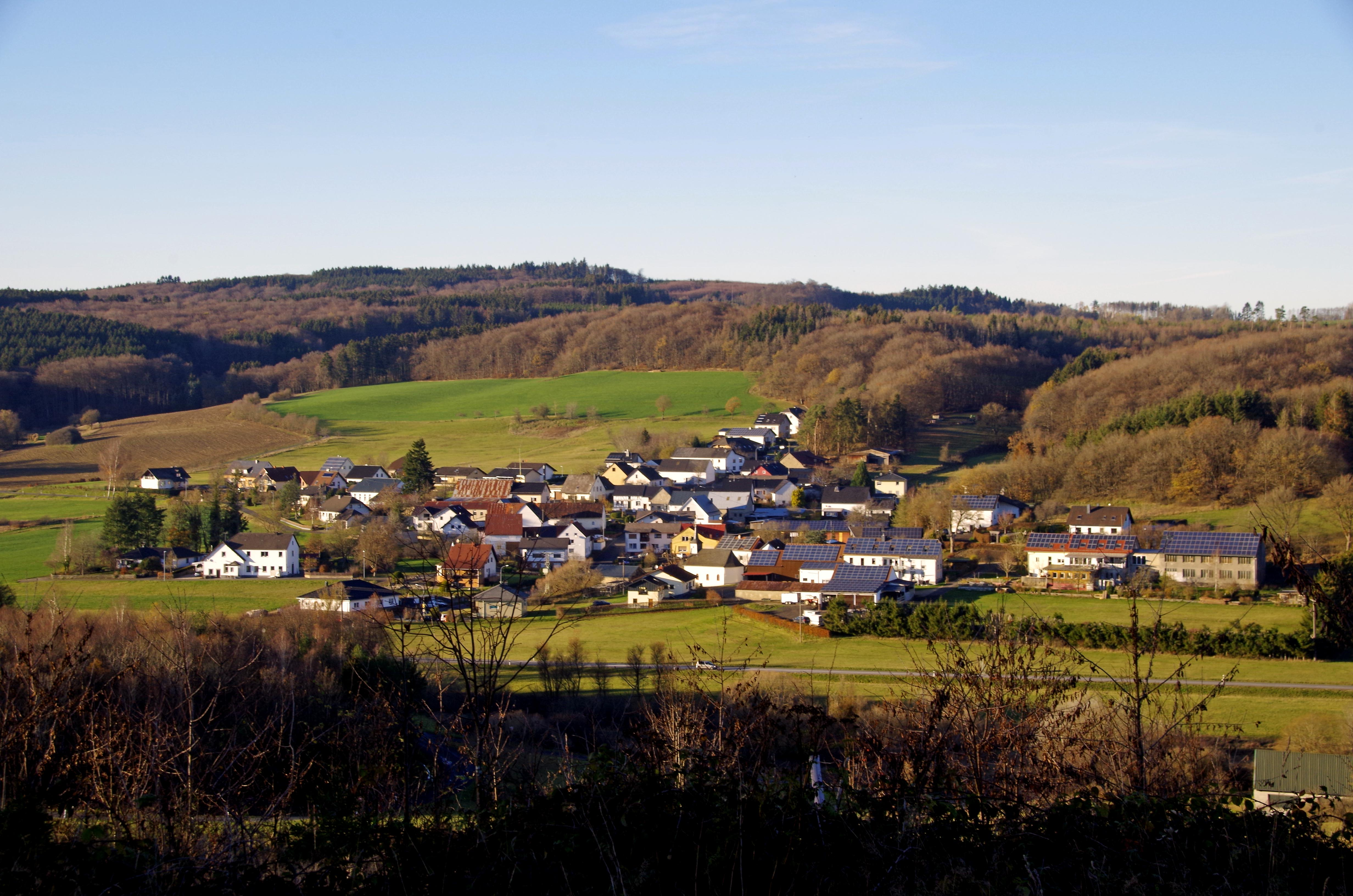
Neichen von Südosten

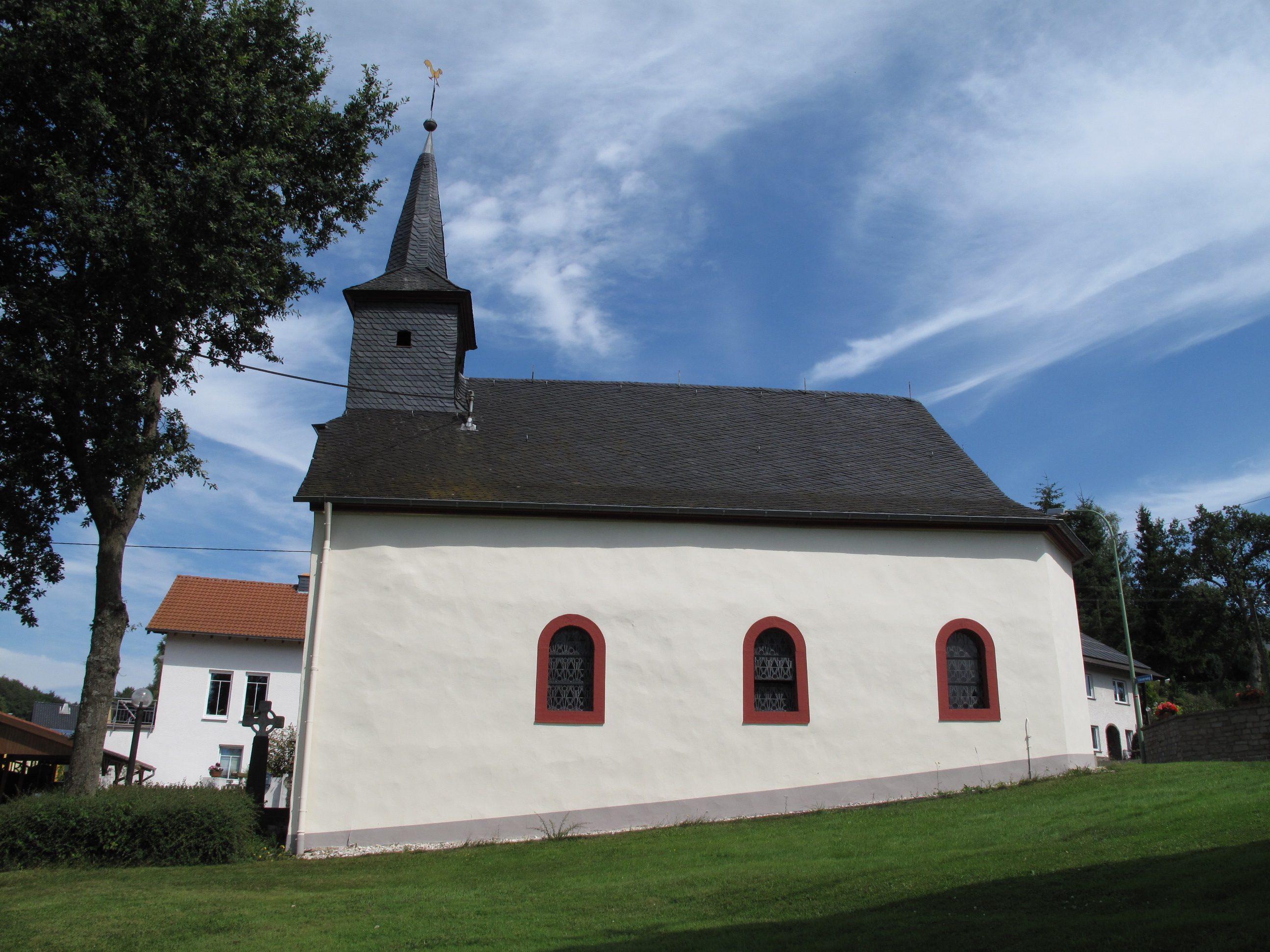
Filialkirche St. Brigitta in Neichen

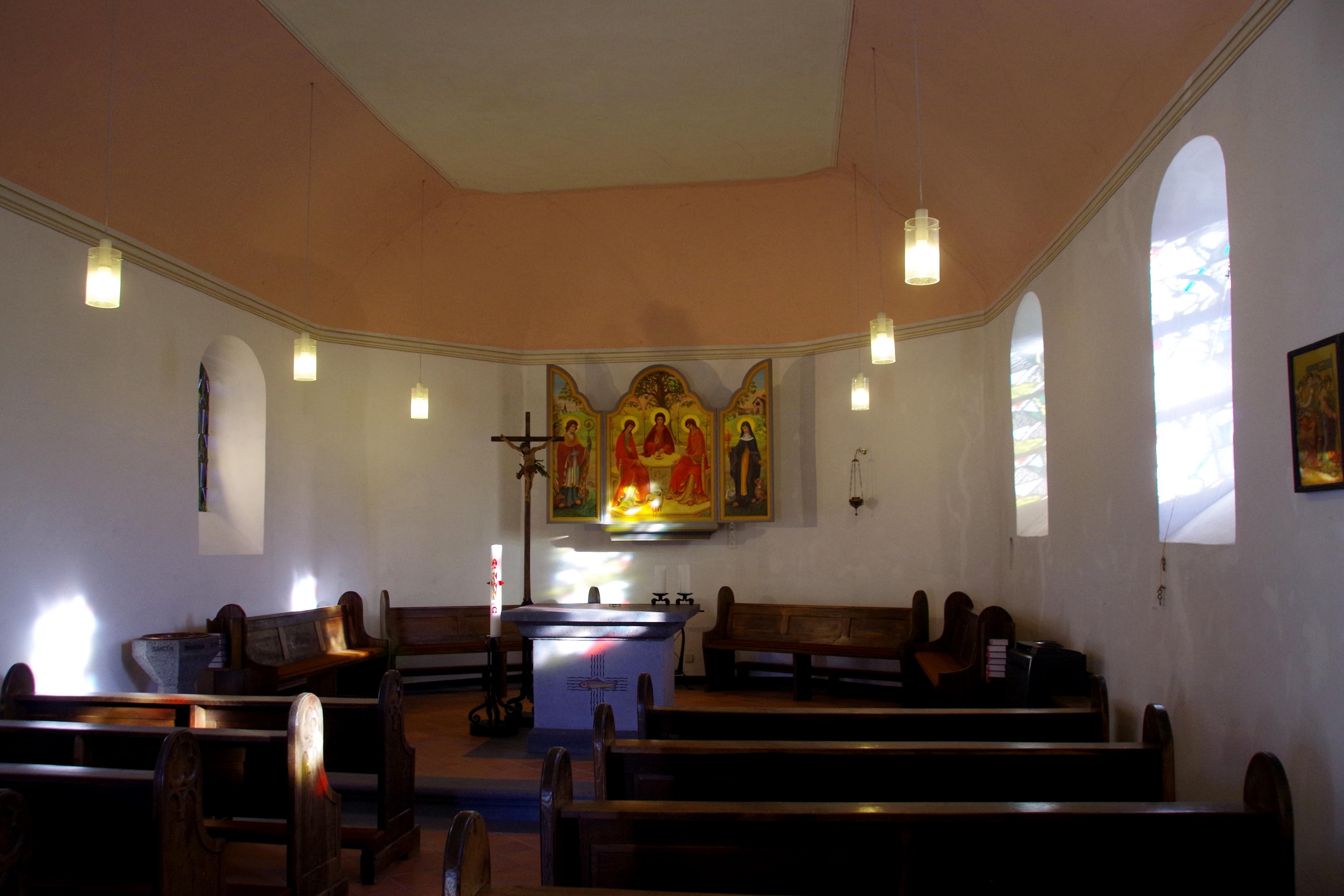
St. Brigitta, Innenraum

Neichen ist eine Ortsgemeinde im Landkreis Vulkaneifel in Rheinland-Pfalz. Sie gehört der Verbandsgemeinde Kelberg an.

## Geographie
Der Ort liegt in der Eifel.

## Geschichte
1563 umfasste Neichen 13, 1684 fünf Feuerstellen. Landesherrlich gehörte die Ortschaft bis Ende des 18. Jahrhunderts zum Kurfürstentum Trier und unterstand als Teil der Zent Sarmersbach im Hochgericht Daun der Verwaltung des Amtes Daun.
Bevölkerungsentwicklung
Die Entwicklung der Einwohnerzahl von Neichen, die Werte von 1871 bis 1987 beruhen auf Volkszählungen:
| Jahr | Einwohner |
| 1815 | 98        |
| 1835 | 105       |
| 1871 | 116       |
| 1905 | 130       |
| 1939 | 128       |

| Jahr | Einwohner |
| 1950 | 138       |
| 1961 | 122       |
| 1970 | 133       |
| 1987 | 141       |
| 2005 | 147       |

## Politik

### Bürgermeister
Peter Annen wurde am 25. Juli 2018 Ortsbürgermeister von Neichen. Bei der Direktwahl am 26. Mai 2019 wurde er mit einem Stimmenanteil von 76,47 % für weitere fünf Jahre in seinem Amt bestätigt. Er wurde im Juni 2024 wiedergewählt.
Annens Vorgänger waren Wolfgang Düx, der sein Amt zum 31. März 2018 niedergelegt hatte, und von 1999 bis 2007 Werner Ege.

### Wappen
Die Wappenbeschreibung lautet: „In Gold ein grüner Schrägrechtsbalken, belegt mit goldenem Eichenblatt und gold-silbernen Früchten, begleitet oben und unten von je einem grünen Eichenblatt mit grün-silbernen Früchten.“

## Öffentlicher Personennahverkehr
Seit dem 8. Dezember 2018 hat die Gemeinde Neichen erstmals eine Anbindung an den Öffentlichen Personennahverkehr. Dies wurde möglich durch das neue ÖPNV-Konzept RLP Nord, welches die ÖPNV-Verbindungen sukzessiv im ganzen Norden von Rheinland-Pfalz aufstocken wird. Durch die Buslinie 520 wird Neichen stündlich (samstags und sonntags alle zwei Stunden) mit Neufahrzeugen an die Kreisstadt Daun sowie die Gemeinde Kelberg (mit Zwischenhalt in Neichen und Kradenbach und dem Industriegebiet Rengen) angebunden.
Im Ortskern gibt es die Haltestelle Gemeindehaus.